# フランシス・ヘンリー・トレビシック
フランシス・ヘンリー・トレビシック（Francis Henry Trevithick、1850年7月23日 - 1931年4月18日）は、イギリスの機械技術者。

## 概要
蒸気機関車の発明者の一人であるリチャード・トレビシック（Richard Trevithick）の三男であるフランシス・トレビシック（1812年 - 1877年、機関車コーンウォール号の設計者）の三男。1876年にお雇い外国人として来日、主として官設鉄道新橋工場の汽車監察方（汽車監督：Locomotive Superintendent）などを歴任した。日本で日本人女性と結婚して二男二女をもうけ、1897年に退職帰国した。
日本でのリチャード・トレビシック研究で知られる奥野太郎はフランシス・ヘンリーの孫にあたる。
兄のリチャード・フランシス・トレビシック（Richard Francis Trevithick）も機関車技術者であり、弟のフランシス・ヘンリーよりも遅れて1888年に来日、主に神戸工場の汽車監察方などを勤め、1904年まで勤務している。兄弟とも、日本の機関車技術の向上と定着に大きな役割を果たした。

## 著作
汽車監察方フランシス・トレビシックの名により、1892年10月14日付で機関車の略図"The Outline Leading Dimensions, and Weights of the Different Classes of Locomotives"が発行された。また、1893年4月12日付で"The Outline Leading Dimensions, Weights and Capacities of the Different Classes of Carriages & Wagons"と称し、当時在籍する客貨車を形式別に略図で示したものも発行された。これらは日本の鉄道の初期の車両（特に客車）に関する根本資料が少ない中、貴重な基本資料となっている。『日本国有鉄道百年史』にも、この2篇から多くの図面を採録している。
また彼には、"The History and Development of the Railway System in Japan"（日本における鉄道網の歴史と発達）と題する論文がある。これは1890年代、横浜の日本アジア学会（The Japan Asiatic Society）で発表され、その機関誌に掲載されたが、1895年に"The Railway Engineer"誌に採録された。これも日本の初期の鉄道史、例えば3フィート6インチ・ゲージ採用や、客車の状況などについての貴重な資料である。